# Tom Clancy’s Rainbow Six: Covert Ops Essentials
Tom Clancy’s Rainbow Six: Covert Ops Essentials — дополнение для компьютерной игры Tom Clancy’s Rainbow Six: Rogue Spear. Оно было разработано и издано Red Storm Entertainment в 2000 году и добавляет новую кампанию из трёх сюжетных миссий и девять мультиплеерных карт.

## Сюжет
| Место действия  | Дата и время      | Название операции  | Сюжет |
| --------------- | ----------------- | ------------------ | --- |
| Боливия         | 17.11.2003, 14:30 | Счастливая ловушка | Небольшой частный самолёт, принадлежавший военному чиновнику из Боливии был вынужден совершить экстренную посадку в джунглях. Экипаж не пострадал, но был захвачен в плен.                                                                          |
| Арктика         | 02.02.2004, 11:00 | Арктическая зебра  | Два дня назад российский спутник-шпион упал вблизи международной полярной станции. После того, как местные ученые собрали обломки, контакт со станцией был потерян. А спутниковые съемки указывают на присутствие вооруженных лиц в районе падения. |
| Северная Дакота | 15.04.2004, 18:50 | Медное сердце      | Обычное наблюдение за ракетными шахтами показало, что на одной из них передвинут большой бетонный блок. Инспекторы, прибывшие с проверкой, были встречены огнем из автоматического оружия.                                                          |

## Оценки
| Сводный рейтинг    | Сводный рейтинг |
| Агрегатор          | Оценка          |
| ------------------ | --------------- |
| GameRankings       | 66,59 %         |
| Metacritic         | 62/100          |
| Иноязычные издания |                 |
| Издание            | Оценка          |
| GameSpot           | 5,2/10          |
| GameSpy            | 60/100          |
| IGN                | 6,4/10          |

Дополнение получило смешанные оценки критиков. Средний балл составил 66,59% на GameRankings и 62/100 на Metacritic.